# Eva mitocondrial

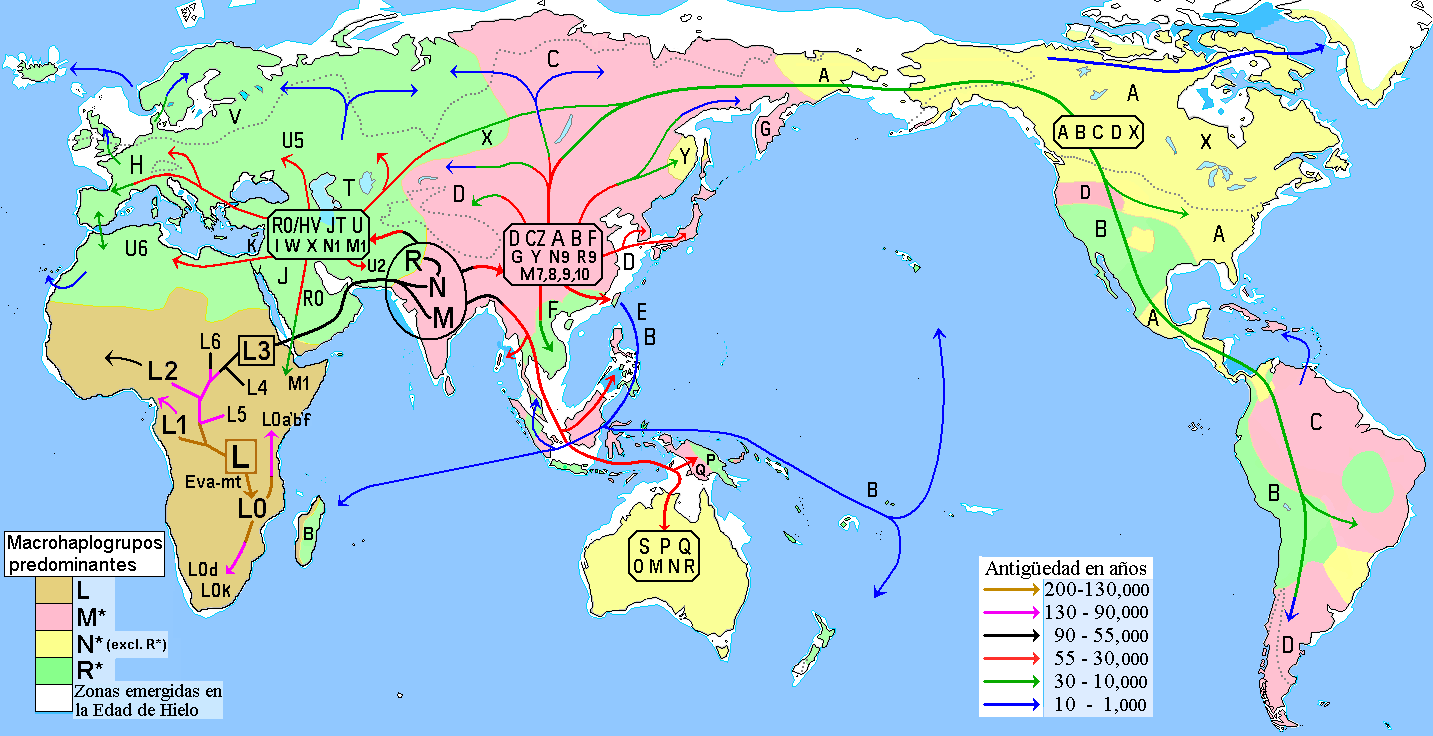
Mapa das migrações dos primeiros humanos, baseado no estudo do ADN mitocondrial.

A Eva Mitocondrial se baseia no conceito do Ancestral Comum Mais Recente (MRCA, do inglês Most Recent Common Ancestor). Nos humanos, durante a fecundação, a única parte do espermatozóide que entra no ovócito é o núcleo. Portanto, em um zigoto, a contribuição genética paterna é exclusivamente nuclear, enquanto a materna não se restringe somente ao núcleo e também é extranuclear. A Teoria da Eva Mitocondrial, então, parte do princípio que seria possível traçar uma linhagem a partir das contribuições maternas, geração por geração, até esse o MRCA - que seria a mulher mais recente da qual a linhagem dos humanos viventes descende.

## Fundamentos científicos
Segundo evidências do relógio molecular e da evolução dos homininis, o material mitocondrial da MRCA (também chamado de mt-MRCA ou mt-Eve) está situado no momento de divergência entre os haplogrupos L, formando os subgrupos L0 a L6, como mostra a imagem acima. Estima-se que essa separação ocorreu aproximadamente há 155 mil anos, sendo anterior à especiação dos Homo sapiens, mas mais novo do que a dispersão recente da África.
Pesquisadores da Universidade da Califórnia concluíram que todos os humanos eram descendentes de um grupo relativamente pequeno de mulheres que viveram na África há cerca de 200 mil anos, que denominaram de Eva Mitocondrial. Eles se basearam na análise do DNA retirado das mitocôndrias, que difere do DNA do núcleo da célula e é transmitido apenas pela linhagem feminina. Ele sofre mutações em taxas mais rápidas do que o DNA nuclear.

Comparando o DNA mitocondrial de mulheres de vários grupos étnicos, eles puderam estimar quanto tempo se passou para que cada grupo assumisse características distintas a partir de um ancestral comum. De fato, eles  construíram uma árvore genealógica para o gênero humano, na base da qual estavam a Eva Mitocondrial, a grande avó de todos os humanos. Isto não significa que ela foi a única mulher existente em sua época, mas que um pequeno grupo fundador possuía o mesmo DNA Mitocondrial e produziram uma linhagem direta de descendentes por linha feminina que persiste até a presente data.

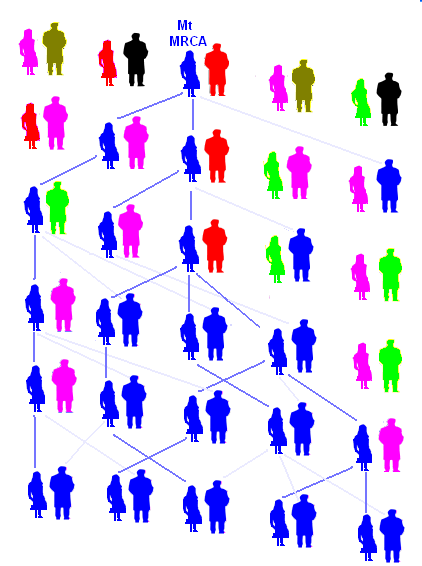
Através de deriva genética aleatória a linhagem feminina pode ser traçada chegando-se a um pequeno grupo de ancestrais comum que compartilha o mesmo DNA mitocondrial.

Uma ideia semelhante à da Eva Mitocondrial é aplicada à evolução da contribuição paterna, chamada de Adão cromossomial-Y ou Y-MRCA, buscando o homem do qual os humanos atuais descendem. Vale ressaltar que o MRCA materno e paterno não necessariamente viveram na mesma janela temporal. Também existem mais incertezas quanto à estimativa de quando o Y-MRCA surgiu. Enquanto estima-se que o mt-MRCA tem de 120 a 156 mil anos, o intervalo calculado para o Y-MRCA é bem mais abrangente, de 180 a 580 mil anos
É importante ressaltar que entender a história evolutiva da mitocôndria, as contribuições maternas exclusivas no genótipo da prole e, assim, buscar a mt-MRCA, não significa dizer que a Eva Mitocondrial foi a primeira mulher, ou a primeira humana. Também não implica que as outras mulheres que viveram na mesma época que a Eva Mitocondrial não possuem descendentes atualmente. A Teoria da Eva simplesmente busca descendentes pelos quais é possível traçar uma linha evolutiva contínua através exclusivamente de vínculos maternos. Seria necessário encontrar, a cada geração, o surgimento de pelo menos uma fêmea, a fim de garantir que a linhagem, ao ser analisada apenas pelos cromossomos extranucleares, não fosse quebrada (isso poderia acontecer, por exemplo, se uma fêmea da linhagem tivesse gerado apenas machos). Assim, é possível que as outras mulheres não tenham tido descendência cujas gerações estão conectadas por pelo menos uma mulher.

## Implicações e contrapontos
Uma das principais  implicações da ideia da Eva mitocondrial é determinar quando viveu o MRCA mitocondrial humano. Isso consiste em uma etapa fundamental para a compreensão do processo evolutivo da nossa linhagem e pode fornecer dicas de diferentes aspectos e etapas da evolução humana como o momento de divisão entre as populações africanas e de saída da África. Entretanto, isso tem sido uma tarefa difícil. Uma estratégia muito utilizada é a de estimativas feitas utilizando relógio molecular. Esta técnica se baseia em assumir que o número de substituições nucleotídicas que ocorrem na molécula de DNA por unidade de tempo em uma linhagem é relativamente constante. Assim, é possível estimar o tempo de divergência entre duas entidades biológicas relacionadas, como duas espécies ou populações próximas. Entretanto, é necessário “calibrar” esse relógio, a fim de determinar uma taxa de mutação que seja verossímil. No caso da nossa espécie, a escassez de registro fóssil com datação confiável torna esse processo complicado.
Visando uma outra estratégia de calibrar o relógio molecular, Parsons et al. (1997) conduziu um estudo considerando o caso de uma única família (o caso bem documentado da família Romanov) e as taxas de mutações entre suas gerações para calibragem do relógio molecular. Seus resultados mostraram uma taxa de mutação cerca de 20 vezes maior que o esperado até então. Uma implicação seria a que a divergência entre os ancestrais da MRCA mitocondrial teria ocorrido muito recentemente. Até hoje, esse estudo é citado por criacionistas para justificar que a evolução humana teria ocorrido em apenas 6000 anos, o que estaria de acordo com evidências bíblicas. Porém, hoje se sabe que usar uma única família de uma população isolada não é adequado para calibragem do relógio molecular.
Estudos posteriores visaram calibrar o relógio com base em taxas de mutações verificadas entre gerações de populações viventes, considerando um conjunto maior de populações e com processo de amostragem mais refinada. Essas análises sugerem que a taxa de mutação no genoma nuclear é cerca de metade do estimado previamente. Isso sugere que a evolução do genoma humano é muito mais lenta do que se imaginava e, por consequência, muitos fenômenos da nossa história evolutiva são mais antigos. Essas análises sugerem que a Eva mitocondrial teria vivido entre 160 mil anos atrás, e a saída dos nossos antepassados da África teria ocorrido há 95 mil anos.
Porém, recentemente, uma nova abordagem de calibragem foi testada. Consistiu em calibrar a taxa de mutação no genoma mitocondrial a partir de dados confiáveis usando datação de radiocarbono de um conjunto de fósseis preservados. As taxas de mutações encontradas foram muito mais rápidas, sugerindo uma evolução muito mais recente do que o esperado previamente. O fato de o genoma mitocondrial não apresentar recombinação como ocorre com o genoma nuclear, que apresenta herança biparental, faz dele um melhor candidato para análises de relógio molecular. Essas análises sugerem que a idade da Eva mitocondrial é entre 99 e 148 mil anos atrás, uma janela de 12 a 61 mil anos mais recente que o imaginado anteriormente.

## Falhas, vieses e perspectivas
A datação da Eva foi um problema para a hipótese multirregional, que era debatida na época e afirma que todas as formas humanas arcaicas, como H. erectus e H. neandertais, bem como formas modernas, evoluíram em todo o mundo para as diversas populações de humanos anatomicamente modernos (Homo sapiens). Além disso, forneceu subsídio para o modelo da origem recente, a mais aceita teoria evolutiva e que propõe uma origem humana exclusiva na África e posterior irradiação e ocupação de outras regiões.
Cann, Stoneking e Wilson, autores do artigo original contendo a ideia da mais recente linhagem matrilinear comum não usaram o termo “Eva mitondrial”, eles nem mesmo citaram o nome “Eva”, que remeteria ao personagem do mito bíblico cristão. A cunhagem da expressão foi realizada no artigo da revista The Sciences, intitulado “Em busca da Eva” - em uma tradução livre do inglês. Teve ainda outra aparição em outubro do mesmo ano (1987), revista Science, escrito por Roger Lewin, e intitulado “Desmascarando a Eva mitocondrial”. A referência cristã torna-se ainda mais clara no artigo que sucede, publicado na Nature, “Fora do jardim do Éden". Um dos autores do artigo original, Wilson, afirmou ainda que preferia o termo “Mãe sortuda”, em detrimento do nome “Eva”, que seria “lamentável”. O termo bíblico tornou-se publicamente conhecido com a publicação no jornal estadunidense Time, seguido por uma publicação na Newsweek com uma capa intitulada “A busca por Adão e Eva” e uma imagem bíblica.
Após a publicação original de 1987, uma série de críticas foram emitidas por cientistas da área, elas miravam tanto a datação do material mitocondrial analisado, quanto a suposta relevância que teria a análise da idade de uma linhagem matrilinear, se estendendo durante os anos 90.
Em 1997, Parsons e colaboradores publicaram um artigo envolvendo a mutação do DNA mitocondrial para a família real Russa, os Romanov. Dessa forma, foi descoberto uma taxa de mutação cerca de 20 vezes maior do que o previsto por estudos anteriores. O trabalho de Parsons gerou repercussão entre grupos Criacionistas, esses tentaram relacionar a maior taxa de mutação com uma origem mais recente da espécie humana, há cerca de 6 mil anos atrás, datação que seria condizente com dados biblicos.
Em 1999, Krings e colaboradores eliminaram os problemas no relógio molecular, apontados por Nei em 1992, quando sequências de DNA mitocondrial consideravelmente diferentes de qualquer sequência mitocondrial foram encontrados em uma mesma região.
Embora a pesquisa original tenha limitações analíticas, a estimativa de idade da Eva mitocondrial se provou robustas, essa estimativa indicava 140 e 200 mil anos atrás, publicadas originalmente em 1987. Em 2013, outro trabalho reavaliou essa estimativa em aproximadamente 160 mil anos atrás. Outro estudo do mesmo ano, baseando se em um sequenciamento do genoma humano de 69 pessoas de 9 populações reportaram a idade da Eva mitocondrial entre 99 e 148 mil anos atrás.
A Newsweek vendeu um número recorde de cópias informando sobre a Eva Mitocondrial com base no estudo de Cann e colaboradores, em 1988, sob o título de "Cientistas exploram uma teoria controversa sobre as origens do homem", essa edição vendeu um número recorde de cópias.
O nome popular "Eva mitocondrial", de cunhagem de 1980 contribuiu para uma série de equívocos populares. No início, o anúncio de uma "Eva mitocondrial" foi até mesmo saudado com o endosso dos criacionistas da Terra jovem, que viam a teoria como uma validação da história bíblica da criação. Devido a tais mal-entendidos, autores de publicações científicas populares desde a década de 1990 têm sido enfáticos em apontar que o nome é meramente uma convenção popular, e que a Eva mitocondrial ou “mt-MRCA”, não foi de forma alguma a "primeira mulher", como no mito da criação. Sua posição é puramente o resultado da história genealógica das populações humanas posteriores e, à medida que as linhagens matrilineares morrem, a posição do mt-MRCA continua avançando para os indivíduos mais jovens ao longo do tempo.
Em “O rio que saia do Éden” publicado em 1995, Richard Dawkins discutiu a ancestralidade humana no contexto de um "rio de genes", incluindo uma explicação do conceito de Eva mitocondrial. “As 7 filhas de Eva” de 2002 apresentou o tema da genética mitocondrial humana para uma audiência geral. Por fim, “A Eva real: Jornada do Homem Moderno para além da África” (The Real Eve: Modern Man's Journey Out of Africa) por Stephen Oppenheimer (2003) foi adaptado em um documentário do Discovery Channel, que está disponível gratuitamente no YouTube em português.